# 1987年美國職棒大聯盟選秀
1987年美國職棒大聯盟選秀為大聯盟第23屆選秀。西雅圖水手的小肯·葛瑞菲為該年的首輪選秀狀元。

## 第一輪選秀
圖示
|  | 入選美國職棒大聯盟全明星賽的球員     |
|  | 入選美國國家棒球名人堂暨博物館的球員 |

| 順位 | 球員              | 球隊           | 位置   | 畢業學校                   |
| 1    | 小肯·葛瑞菲       | 西雅圖水手     | 外野手 | 莫勒高中                   |
| 2    | 馬克·莫查恩特     | 匹茲堡海盜     | 外野手 | 奧維耶多高中               |
| 3    | 威利·班克斯       | 明尼蘇達雙城   | 右投   | 聖安東尼高中               |
| 4    | 麥克·哈基         | 芝加哥小熊     | 右投   | 加州州立大學富勒頓分校     |
| 5    | 傑克·麥克道威爾   | 芝加哥白襪     | 右投   | 史丹佛大學                 |
| 6    | 德瑞克·李伊奎斯特 | 亞特蘭大勇士   | 左投   | 喬治亞大學                 |
| 7    | 克里斯·邁爾斯     | 巴爾的摩金鶯   | 左投   | 普蘭特高中                 |
| 8    | 丹·奧珀曼         | 洛杉磯道奇     | 右投   | 山谷高中                   |
| 9    | 凱文·埃皮爾       | 堪薩斯市皇家   | 右投   | 安特羅普谷學院             |
| 10   | 凱文·賈納         | 聖地牙哥教士   | 右投   | 德克薩斯大學奧斯汀分校     |
| 11   | 李·汀斯利         | 奧克蘭運動家   | 外野手 | 薛爾比市高中               |
| 12   | 德萊諾·迪席爾茲   | 蒙特婁博覽會   | 游擊手 | 席佛德高中                 |
| 13   | 比爾·史比爾斯     | 密爾瓦基釀酒人 | 游擊手 | 克萊門森大學               |
| 14   | 克利斯·卡本特     | 聖路易紅雀     | 右投   | 喬治亞大學                 |
| 15   | 布萊德·杜瓦爾     | 巴爾的摩金鶯   | 右投   | 維吉尼亞理工學院暨州立大學 |
| 16   | 麥克·雷姆林傑     | 舊金山巨人     | 左投   | 達特茅斯學院               |
| 17   | 艾力士·桑契斯     | 多倫多藍鳥     | 右投   | 加州大學洛杉磯分校         |
| 18   | 傑克·阿姆斯壯     | 辛辛那提紅人   | 右投   | 奧克拉荷馬大學             |
| 19   | 布萊恩·波哈諾恩   | 德州遊騎兵     | 左投   | 北休爾高中                 |
| 20   | 比爾·韓德森       | 底特律老虎     | 捕手   | 西敏斯特基督高中           |
| 21   | 史蒂夫·帕格斯     | 底特律老虎     | 外野手 | 龐托托克高中               |
| 22   | 克雷格·比吉歐     | 休士頓太空人   | 捕手   | 薛頓賀爾大學               |
| 23   | 比爾·哈塞爾曼     | 德州遊騎兵     | 捕手   | 加州大學洛杉磯分校         |
| 24   | 克里斯·多奈爾斯   | 紐約大都會     | 三壘手 | 洛約拉馬利蒙特大學         |
| 25   | 約翰·歐頓         | 加州天使       | 捕手   | 加州理工州立大學           |
| 26   | 瑞吉·哈里斯       | 波士頓紅襪     | 右投   | 韋恩斯波羅高中             |

## 補償選秀
圖示
|  | 入選美國職棒大聯盟全明星賽的球員     |
|  | 入選美國國家棒球名人堂暨博物館的球員 |

| 順位 | 球員          | 球隊         | 位置   | 畢業學校               |
| 27   | 皮特·哈尼許   | 巴爾的摩金鶯 | 右投   | 福坦莫大學             |
| 28   | 泰隆·金恩伍德 | 蒙特婁博覽會 | 外野手 | 帝國谷學院             |
| 29   | 馬克·佩科塞克 | 德州遊騎兵   | 右投   | 德克薩斯大學奧斯汀分校 |
| 30   | 崔維斯·弗萊曼 | 底特律老虎   | 游擊手 | J·M·泰特高中           |
| 31   | 大衛·霍德里奇 | 加州天使     | 右投   | 海景高中               |
| 32   | 鮑伯·祖西奇   | 波士頓紅襪   | 外野手 | 奧羅·羅伯茲大學        |

## 其他著名球員
- 戴夫·布爾巴（英语：Dave Burba）, 第2輪, 33順位被西雅圖水手選走
- 內特·米恩基伊（英语：Nate Minchey）, 第2輪, 36順位被蒙特婁博覽會選走
- 陶德·杭德利（英语：Todd Hundley）, 第2輪, 39順位被紐約大都會選走
- 泰瑞·尚波特（英语：Terry Shumpert）, 第2輪, 41順位被堪薩斯市皇家選走
- 瑞奇·路易士（英语：Richie Lewis）, 第2輪, 44順位被蒙特婁博覽會選走
- 傑瑞米·赫南德茲（英语：Jeremy Hernandez）, 第2輪, 46順位被聖路易紅雀選走
- 亞伯特·貝爾, 第2輪, 47順位被克里夫蘭印地安人選走
- 艾瑞克·岡德森（英语：Eric Gunderson）, 第2輪, 48順位被舊金山巨人選走
- 德瑞克·貝爾（英语：Derek Bell (baseball)）, 第2輪, 49順位被多倫多藍鳥選走
- 弗萊迪·貝納維德斯（英语：Freddie Benavides）, 第2輪, 50順位被辛辛那提紅人選走
- 貝瑞·曼紐爾（英语：Barry Manuel）, 第2輪, 51順位被德州遊騎兵選走
- 皮特·舒瑞克（英语：Pete Schourek）, 第2輪, 56順位被紐約大都會選走
- 布萊恩·威廉斯（英语：Brian Williams (baseball)）, 第3輪, 60順位被匹茲堡海盜選走, 但未簽約
- 艾力士·艾瑞亞斯（英语：Alex Arias）, 第3輪, 62順位被芝加哥小熊選走
- 安東尼·泰爾佛德（英语：Anthony Telford）, 第3輪, 65順位被巴爾的摩金鶯選走
- 克里斯·尼奇汀（英语：Chris Nichting）, 第3輪, 66順位被洛杉磯道奇選走
- 約翰·凡德·沃爾（英语：John Vander Wal）, 第3輪, 70順位被蒙特婁博覽會選走
- 哈梅·納瓦羅（英语：Jaime Navarro）, 第3輪, 71順位被密爾瓦基釀酒人選走
- 雷·朗克佛（英语：Ray Lankford）, 第3輪, 72順位被聖路易紅雀選走
- 麥克·班傑明（英语：Mike Benjamin (baseball)）, 第3輪, 74順位被舊金山巨人選走
- 史考特·庫爾鮑（英语：Scott Coolbaugh）, 第3輪, 77順位被德州遊騎兵選走
- 韋斯·張伯倫（英语：Wes Chamberlain）, 第4輪, 86順位被匹茲堡海盜選走
- 基斯·米歇爾（英语：Keith Mitchell (baseball)）, 第4輪, 96順位被亞特蘭大勇士選走
- 喬納森·赫斯特, 第4輪, 103順位被德州遊騎兵選走
- 瑞奇·崔利切克（英语：Ricky Trlicek）, 第4輪, 104順位被費城費城人選走
- 馬克·霍澤默（英语：Mark Holzemer）, 第4輪, 109順位被加州天使選走
- 亞契·切安弗羅可（英语：Archi Cianfrocco）, 第5輪, 122順位被蒙特婁博覽會選走
- 史蒂夫·史巴克斯（英语：Steve Sparks (pitcher, born 1965)）, 第5輪, 123順位被密爾瓦基釀酒人選走
- 麥克·提姆林, 第5輪, 127順位被多倫多藍鳥選走
- 泰瑞·馬修斯（英语：Terry Mathews）, 第5輪, 129順位被德州遊騎兵選走
- 托瑞·羅夫洛（英语：Torey Lovullo）, 第5輪, 131順位被底特律老虎選走
- 喬·史魯薩斯基（英语：Joe Slusarski）, 第6輪, 137順位被西雅圖水手選走, 但未簽約
- 賴瑞·卡西安（英语：Larry Casian）, 第6輪, 139順位被明尼蘇達雙城選走
- 法蘭克·卡斯提歐（英语：Frank Castillo）, 第6輪, 140順位被芝加哥小熊選走
- 達林·弗萊契爾（英语：Darrin Fletcher）, 第6輪, 144順位被洛杉磯道奇選走
- 戴夫·霍林斯（英语：Dave Hollins）, 第6輪, 146順位被聖地牙哥教士選走
- 葛雷格·寇布魯恩（英语：Greg Colbrunn）, 第6輪, 148順位被蒙特婁博覽會選走
- 查理·蒙托約（英语：Charlie Montoyo）, 第6輪, 149順位被密爾瓦基釀酒人選走
- 米奇·莫蘭汀尼（英语：Mickey Morandini）, 第7輪, 164順位被匹茲堡海盜選走, 但未簽約
- 馬克·古斯里（英语：Mark Guthrie）, 第7輪, 165順位被明尼蘇達雙城選走
- 麥特·弗朗科（英语：Matt Franco）, 第7輪, 166順位被芝加哥小熊選走
- 瑞吉·桑德斯, 第7輪, 180順位被辛辛那提紅人選走
- 戴夫·艾蘭德（英语：Dave Eiland）, 第7輪, 185順位被紐約洋基選走
- 麥特·沃爾貝克（英语：Matt Walbeck）, 第8輪, 192順位被芝加哥小熊選走
- 布萊恩·杭特（英语：Brian Hunter (first baseman)）, 第8輪, 194順位被亞特蘭大勇士選走
- 馬蒂·寇多瓦（英语：Marty Cordova）, 第8輪, 198順位被聖地牙哥教士選走, 但未簽約
- 蒂姆·博加爾, 第8輪, 212順位被紐約大都會選走
- 多諾文·奧斯伯恩（英语：Donovan Osborne）, 第9輪, 226順位被蒙特婁博覽會選走
- 法蘭克·柏力克, 第9輪, 227順位被密爾瓦基釀酒人選走
- 吉爾·赫瑞迪亞（英语：Gil Heredia）, 第9輪, 230順位被舊金山巨人選走
- 伯特·海佛曼（英语：Bert Heffernan）, 第9輪, 233順位被德州遊騎兵選走
- 麥克·穆西納, 第11輪, 273順位被巴爾的摩金鶯選走, 但未簽約
- 小魯本·阿馬羅（英语：Rubén Amaro Jr.）, 第11輪, 291順位被加州天使選走
- 菲爾·普蘭提爾, 第11輪, 292順位被波士頓紅襪選走
- 巴迪·葛魯姆（英语：Buddy Groom）, 第12輪, 297順位被芝加哥白襪選走
- 迪韋恩·霍西（英语：Dwayne Hosey）, 第13輪, 323順位被芝加哥白襪選走
- 麥克·史丹頓（英语：Mike Stanton (left-handed pitcher)）, 第13輪, 324順位被亞特蘭大勇士選走
- 史蒂夫·芬利, 第13輪, 325順位被巴爾的摩金鶯選走
- 特洛伊·歐萊瑞（英语：Troy O'Leary）, 第13輪, 331順位被密爾瓦基釀酒人選走
- 萊恩·湯普森（英语：Ryan Thompson (outfielder)）, 第13輪, 335順位被多倫多藍鳥選走
- 泰瑞·布洛斯, 第13輪, 342順位被紐約大都會選走
- 羅恩·庫默（英语：Ron Coomer）, 第14輪, 355順位被奧克蘭運動家選走
- 傑拉德·威廉斯（英语：Gerald Williams (baseball)）, 第14輪, 367順位被紐約洋基選走
- 奇普·海爾（英语：Chip Hale）, 第17輪, 425順位被明尼蘇達雙城選走
- 大衛·西吉（英语：David Segui）, 第18輪, 55順位被巴爾的摩金鶯選走
- 丹尼·哈里格（英语：Denny Harriger）, 第18輪, 472順位被紐約大都會選走
- 麥克·費瑞（英语：Mike Fyhrie）, 第19輪, 476順位被匹茲堡海盜選走, 但未簽約
- 荷西·穆紐茲（英语：José Muñoz (infielder)）, 第20輪, 508順位被洛杉磯道奇選走
- 史考特·布羅修斯, 第20輪, 511順位被奧克蘭運動家選走, 但未簽約
- 馬克·基弗, 第21輪, 539順位被密爾瓦基釀酒人選走
- 傑羅米·柏尼茲（英语：Jeromy Burnitz）, 第24輪, 617順位被密爾瓦基釀酒人選走, 但未簽約
- 克里斯·哈尼（英语：Chris Haney）, 第25輪, 643順位被密爾瓦基釀酒人選走, 但未簽約
- 丹·威爾森（英语：Dan Wilson (catcher)）, 第26輪, 680順位被紐約大都會選走, 但未簽約
- 布雷特·布恩, 第28輪, 711順位被明尼蘇達雙城選走, 但未簽約
- 達瑞爾·凱爾（英语：Darryl Kile）, 第30輪, 782順位被休士頓太空人選走
- 羅布·南恩, 第32輪, 831順位被德州遊騎兵選走
- 吉姆·普爾（英语：Jim Poole (pitcher)）, 第34輪, 870順位被洛杉磯道奇選走, 但未簽約
- 史考特·艾瑞克森（英语：Scott Erickson）, 第34輪, 874順位被休士頓太空人選走, 但未簽約
- 吉米·邁爾斯（英语：Jimmy Myers (baseball)）, 第35輪, 902順位被舊金山巨人選走
- 克雷格·帕凱特（英语：Craig Paquette）, 第36輪, 914順位被明尼蘇達雙城選走, 但未簽約
- 傑夫·席里歐（英语：Jeff Cirillo）, 第37輪, 938順位被芝加哥小熊選走, 但未簽約
- 安迪·卡特（英语：Andy Carter (baseball)）, 第37輪, 952順位被費城費城人選走, 但未簽約
- 達倫·路易士（英语：Darren Lewis）, 第45輪, 1102順位被多倫多藍鳥選走, 但未簽約
- 基斯·奧西克（英语：Keith Osik）, 第47輪, 1136順位被德州遊騎兵選走, 但未簽約
- 布萊德·奧斯穆斯, 第48輪, 1152順位被紐約洋基選走
- 提姆·雷克（英语：Tim Laker）, 第49輪, 1159順位被堪薩斯市皇家選走, 但未簽約
- 奧蘭多·帕梅洛（英语：Orlando Palmeiro）, 第57輪, 1223順位被多倫多藍鳥選走, 但未簽約
- 傑夫·柯奈恩（英语：Jeff Conine）, 第58輪, 1226順位被堪薩斯市皇家選走, 但未簽約

## 外部連結
- MLB.com - 1987 Draft Tracker (all rounds)
- MLB.com - Draft History （页面存档备份，存于）
- Complete draft list from The Baseball Cube database （页面存档备份，存于）

| 前任： 傑夫·金恩 | 選秀狀元 小肯·葛瑞菲 | 繼任： 安迪·貝內斯 |